# Obilić
Obilić (albánsky Obiliq nebo Kastriot; v srbské cyrilici Обилић) je město v Kosovu. Je severozápadním sousedem hlavního města Prištiny. Žije zde 6 864 obyvatel a je sídlem obce (opštiny), v níž žije 21 549 osob. Většinově je obyvatelstvo albánské národnosti.
V okolí města se těží hnědé uhlí a fungují zde tepelné elektrárny Elektrárna Kosovo A a Elektrárna Kosovo B; první se nachází severně od středu města, druhá jižně od něj. Jako jedno z mála měst má Obilić napojení na železniční síť, a to konkrétně prostřednictvím trati Kraljevo–Kosovo Polje.

## Historie
Původně se město jmenovalo Globoderica a po připojení k Srbskému království v roce 1913 dostalo nový název podle srbského národního hrdiny Miloše Obiliće. Albánci používají přepis Obiliq, případně název Katriot na počest svého hrdiny Gjergja Kastriotiho Skanderbega.
Město získalo status města v roce 1989. Počet obyvatel města se zvyšoval v druhé polovině 20. století v souvislosti s rychlým růstem počtu obyvatel Kosova;
V roce 2004 proběhla evakuace obce Obilić, řízená českými vojáky KFOR.